# Luis Reyes Peñaranda
Luis Reyes Peñaranda (5 de junho de 1911 — 1945) foi um futebolista boliviano. Ele competiu na Copa do Mundo FIFA de 1930, sediada no Uruguai, na qual a seleção de seu país terminou na décima segunda colocação dentre os treze participantes.